# Isadora
Isadora è un film del 1968 diretto da Karel Reisz, sulla vita della danzatrice Isadora Duncan.
È stato presentato in concorso al 22º Festival di Cannes, dove Vanessa Redgrave ha vinto il premio per la migliore interpretazione femminile.

## Trama
Nel 1927, Isadora Duncan, leggendaria innovatrice della danza moderna e bohemienne dall’animo ribelle, vive in povertà in un piccolo hotel sulla Costa Azzurra. Insieme alla sua compagna Mary e al segretario Roger, Isadora detta le sue memorie, ripercorrendo un’esistenza tumultuosa dedicata all’arte, alla bellezza e alla libertà. Fin da giovane, Isadora mostra il suo disprezzo per le convenzioni sociali. Cresciuta in California, brucia il certificato di matrimonio dei genitori e si impegna a perseguire un ideale di vita artistica. Nel 1896, dopo un periodo difficile nei teatri di varietà di Chicago, riesce a portare la sua famiglia in Europa, dove modella il suo stile di danza e di abbigliamento sulla classicità greca, conquistando rapidamente il successo. A Berlino, incontra il primo amore, Gordon Craig, un promettente scenografo, con cui immagina un nuovo mondo teatrale. Dopo la nascita di una figlia, Isadora si trasferisce a Parigi, dove inizia una relazione con il milionario Paris Singer. Questi finanzia la sua ambiziosa "School for Life", dove vengono insegnate solo bellezza e semplicità ma la quiete della loro relazione viene spezzata dalla tragica morte dei suoi due figli che annegano quando la loro auto con autista precipita da un ponte nella Senna. Distrutta dal dolore, Isadora abbandona Singer e inizia a vagare per l'Europa finché nel 1921, la sua fama la porta in Unione Sovietica, dove fonda una scuola di danza e si innamora del poeta Sergei Essenin. La loro passione turbolenta li conduce negli Stati Uniti ma la stampa e il pubblico ostili la mettono alla berlina, soprattutto dopo un audace spettacolo a Boston. Tornata in Francia dopo il fallimento del matrimonio, Isadora tenta di reinventarsi. In una serata di celebrazione, vende i suoi pochi averi per finanziare un nuovo progetto. Ammirata da un giovane italiano, Bugatti, accetta un passaggio nella sua auto sportiva. Durante la corsa, il suo lungo scialle si impiglia nella ruota, strangolandola tragicamente. Così si conclude la vita di una donna che ha vissuto e danzato sfidando ogni regola e convenzione.

## Riconoscimenti
- 1969 - Premio Oscar
  - Candidatura Miglior attrice protagonista a Vanessa Redgrave
- 1969 - Golden Globe
  - Candidatura Miglior attrice in un film drammatico a Vanessa Redgrave
- 1970 - Premio BAFTA
  - Candidatura Migliori costumi a Ruth Myers
  - Candidatura Miglior colonna sonora a Terry Rawlings
- 1969  - Festival di Cannes
  - Migliore interpretazione femminile a Vanessa Redgrave
  - Candidatura Palma d'oro a Karel Reisz